# Jan Zarycki
Jan Zarycki (ur. 8 lutego 1933 w Zakopanem, zm. 27 września 1966 tamże) – polski alpejczyk, olimpijczyk z Cortina d’Ampezzo 1956.
Mistrz Polski w:
- slalomie specjalnym w roku 1957
- biegu zjazdowym w roku 1958
- kombinacji alpejskiej w roku 1958

Był również dwukrotnie wicemistrzem Polski w zjeździe (1955) oraz w slalomie gigancie (1958). Dwukrotny zwycięzca Memoriału B.Czecha i H.Marusarzówny w roku 1953 w slalomie specjalnym i kombinacji alpejskiej.
W roku 1953 został akademickim mistrzem świata w slalomie specjalnym. Uczestnik mistrzostw świata w 1954 roku.
Na igrzyskach olimpijskich w 1956 roku nie ukończył biegu zjazdowego, w slalomie gigancie zajął 23. miejsce, a w slalomie specjalnym został zdyskwalifikowany po pierwszym przejeździe.